# Spektrale Induzierte Polarisation
Spektrale Induzierte Polarisation (SIP) ist die in der Geophysik übliche Bezeichnung für impedanzspektroskopische Messungen (Spezialfall einer geoelektrischen Messung). Dabei werden in Abhängigkeit von der Frequenz eines in den Boden eingespeisten Signals (angelegte Wechselspannung bzw. eingespeister Wechselstrom, i. d. R. sinusförmig) der elektrische Widerstand und die Phase zwischen elektrischem Strom und Spannung gemessen, alternativ Real- und Imaginärteil. Der übliche Frequenzbereich erstreckt sich von einigen zehn Kilohertz hinab zu Millihertz. Aus der frequenzabhängigen Phase, dem Phasen-Spektrum, können zusätzliche Informationen gewonnen werden  gegenüber den sonst mittels Gleichstrom-Geoelektrik ermittelten Widerstands-Beträgen (Amplitude). Forschung zielt hierbei besonders auf Materialeigenschaften, Salinität und Wassersättigung. SIP wird auch angewandt an Baumaterialien, Bäumen und in der Medizin.
Im Arbeitskreis Induzierte Polarisation der Deutschen Geophysikalischen Gesellschaft e. V. werden „Informationen über vorhandenen Erfahrungen, Daten, Literatur und Apparaturen aus[ge]tausch[t], an Standards und Referenzmaterialien [ge]arbeite[t] sowie Ideen für weitere Arbeiten und gemeinsame Projekte [ge]sammel[t].“